# Grand Lisboa
22°11′26.4″N 113°32′35.1″Ø / 22.190667°N 113.543083°Ø
Grand Lisboa (新葡京) er en 58-etagers 261 meter høj skyskraber i Macao i Kina, der er opført og ejet af Sociedade de Turismo e Diversões de Macau. 
Bygningen indeholder hotel og forretningscentre samt kasino og restauranter, og de første dele af bygningen blev åbnet i februar 2007, mens hotellet åbnede i december 2008.

## Billeder
- St. Paul Katedralen og Grand Lisboa
- Grand Lisboa og Bank of China
- Grand Lisboa om natten

## Links
- Emporis.com – Grand Lisboa

- Wikimedia Commons har flere filer relateret til Grand Lisboa